# 乾元 (唐)

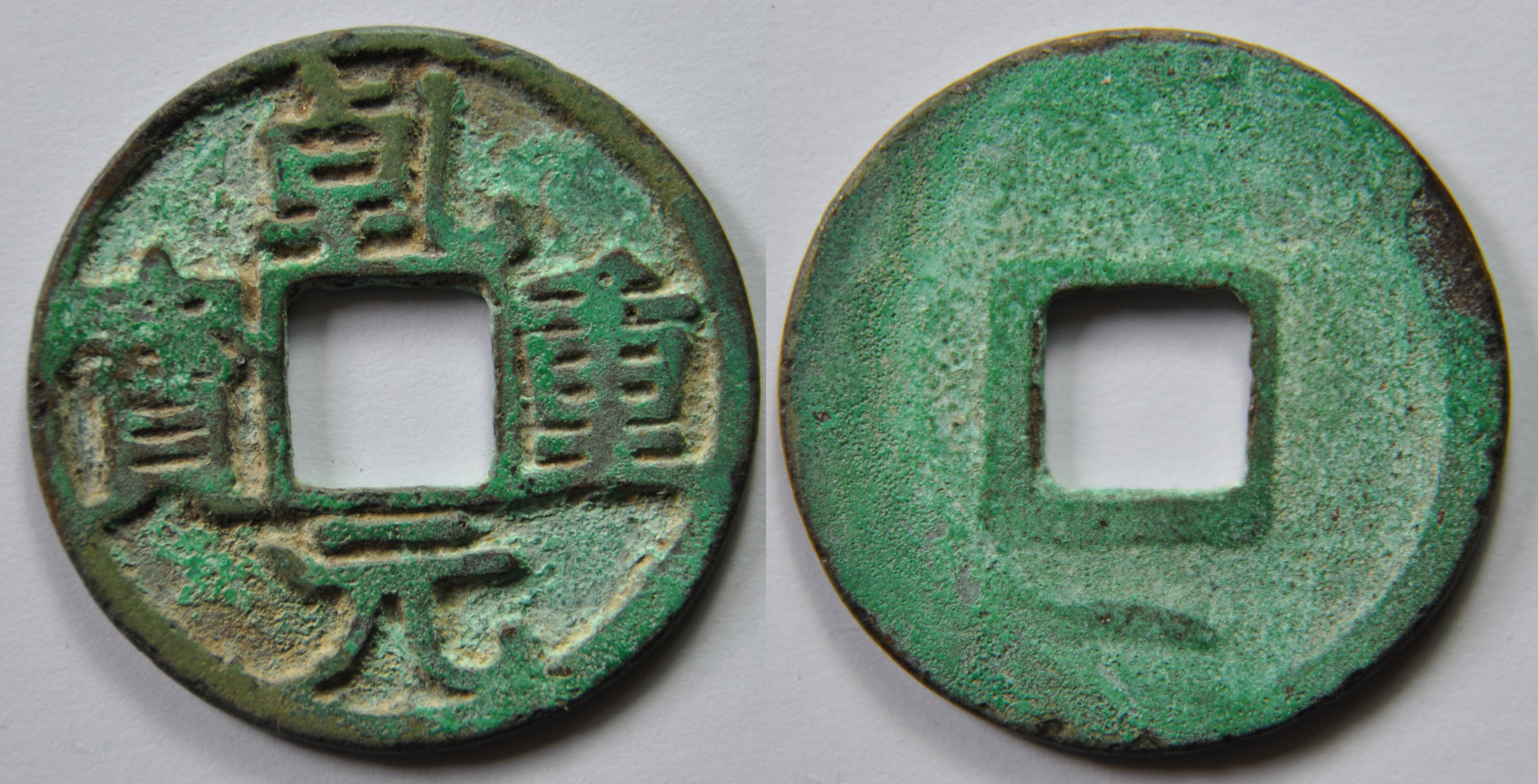
乾元重宝

乾元（けんげん）は中国・唐代の元号のひとつ。粛宗の治世の2番目として使用された。この元号への改元に伴って、としの数え方が「載」から「年」に戻された。
- 元年:寧国公主（粛宗の養女）がウイグルに降嫁。
- 元年7月:乾元重宝発行。
- 2年:史思明が安慶緒を殺し、大燕皇帝を称す。

## 西暦・干支との対照表
| 乾元 | 元年  | 2年   | 3年   |
| 西暦 | 758年 | 759年 | 760年 |
| 干支 | 壬午  | 癸未  | 甲申  |

## 他元号との対照表
| 乾元 | 元年    | 2年                 | 3年     |
| 燕   | 天成2   | 天成3 応天元 順天元 | 順天2   |
| 日本 | 宝字2   | 宝字3               | 宝字4   |
| 渤海 | 大興21  | 大興22              | 大興23  |
| 南詔 | 賛普鐘7 | 賛普鐘8             | 賛普鐘9 |